# 令和元年8月の前線に伴う大雨
令和元年8月の前線に伴う大雨（れいわがんねん8がつのぜんせんにともなうおおあめ）では、2019年（令和元年）8月27日から佐賀県と福岡県、長崎県を中心とする九州北部で発生した集中豪雨による災害を記述する。
長崎県から佐賀県、福岡県にかけての広い範囲で、秋雨前線の影響で線状降水帯が発生し、8月28日を中心として各地で観測史上1位の値を更新する記録的な大雨となった。気象庁は8月28日早朝に、3県に大雨の特別警報を発表した。
10月11日、農林水産分野を地域を限定しない「本激」として、公共土木分野（多久市・大町町）と中小企業支援（武雄市・大町町）は地域を限定する「局激」として、令和元年房総半島台風（台風15号）とともに激甚災害に指定された。
行政機関や大企業の多くでは「令和元年8月の前線に伴う大雨」と題号している。

## 気象状況
27日から29日にかけて対馬海峡に秋雨前線が停滞し、集中豪雨をもたらす線状降水帯が生じた。28日5時50分、気象庁は佐賀県と福岡県、長崎県に大雨特別警報を発表した。対象地域は佐賀県は全域、福岡県は筑後地方（北部、南部）、長崎県は北部（平戸・松浦、佐世保・東彼）。この特別警報は、当日の午後に解除された。29日には 長崎地方気象台が長崎県壱岐市で「50年に一度の大雨となっている」と発表した。
福岡管区気象台などによると、台風11号から変わった中国大陸の低気圧、フィリピンで発生中の台風12号、日本はるか南の太平洋高気圧の3つの気象要因が重なり、九州北部の秋雨前線に大量の湿気を含んだ暖気が流入したことによると言う。

## 雨量の記録
1時間雨量
佐賀県佐賀市佐賀：110.0mm（28日4時43分まで。観測史上1位を更新）
佐賀県白石町白石：109.5mm（28日4時41分まで。観測史上1位を更新）
24時間雨量
長崎県平戸市平戸：434.0mm（28日8時00分まで。観測史上1位を更新）
佐賀県佐賀市佐賀：390.0mm（28日7時00分まで。観測史上1位を更新）
長崎県松浦市松浦：379.5mm（28日7時30分まで）
佐賀県白石町白石：371.0mm（28日7時00分まで。観測史上1位を更新）
佐賀県鳥栖市鳥栖：343.0mm（28日9時10分まで。観測史上1位を更新）
72時間雨量
長崎県平戸市平戸：621.0mm（29日9時20分まで。観測史上1位を更新）
長崎県松浦市松浦：521.0mm（29日9時40分まで）
佐賀県唐津市唐津：494.0mm（29日1時20分まで。観測史上1位を更新）

## 被害・影響

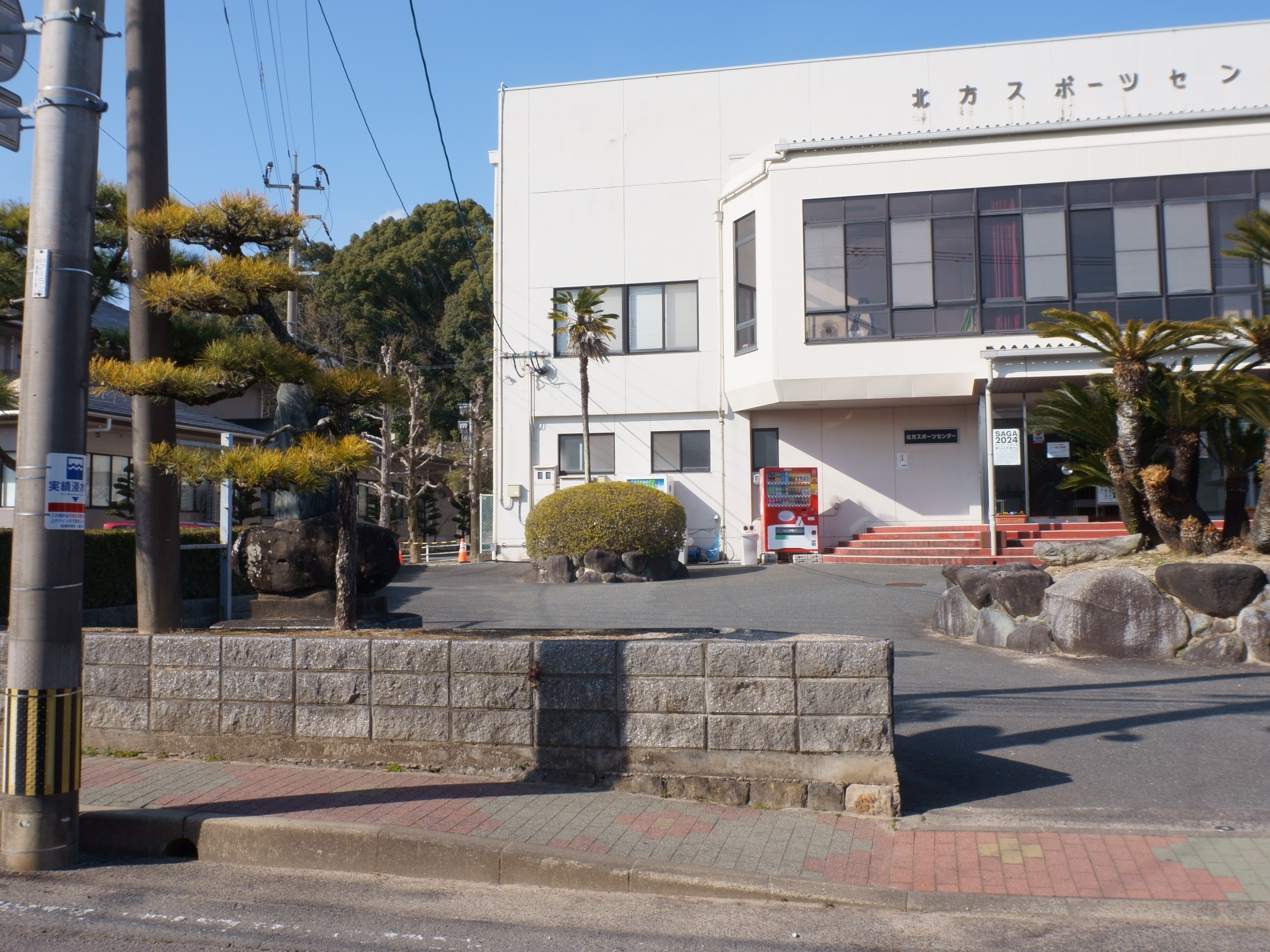
当時の浸水深を示す電柱の表示。武雄市北方町

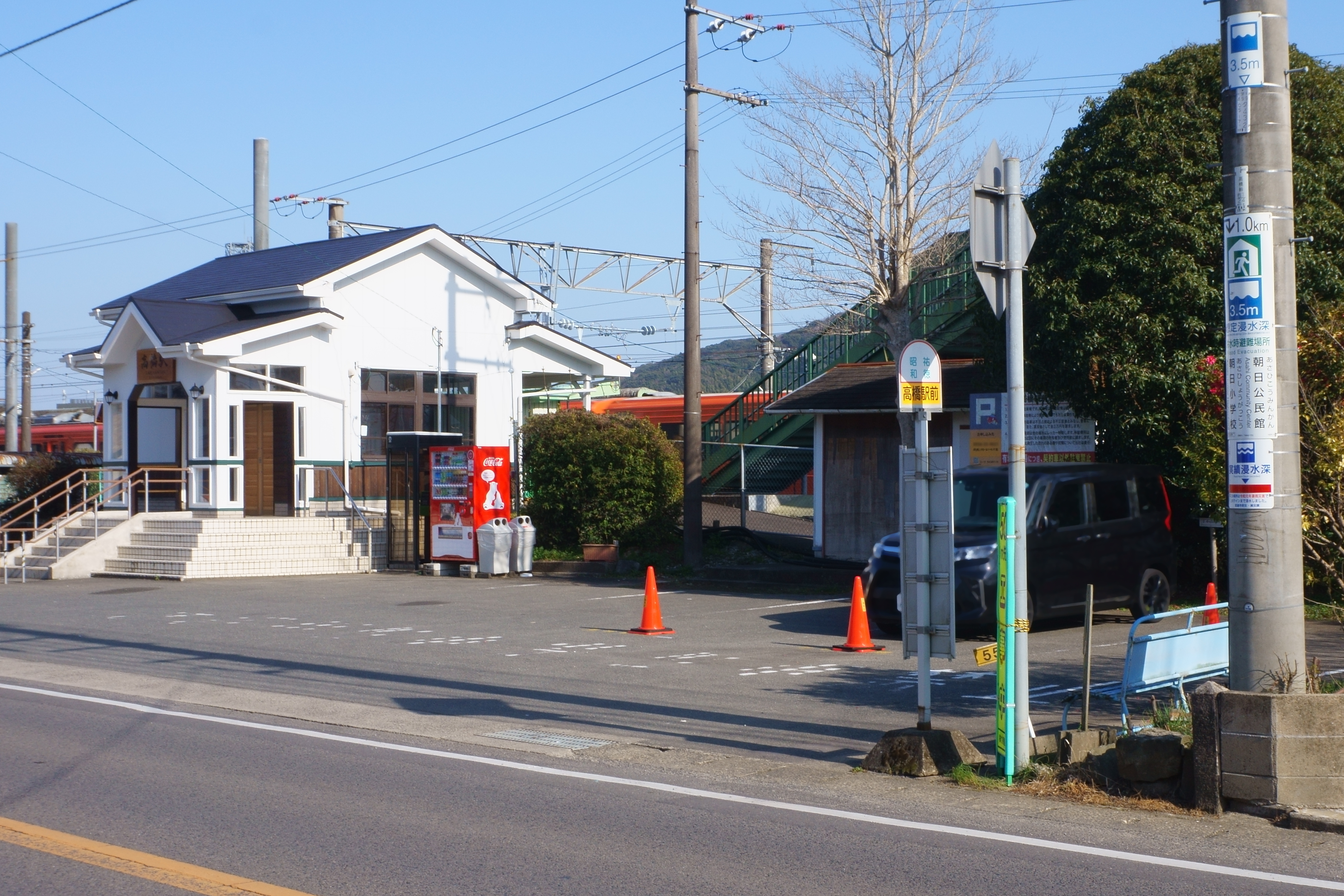
同上、高橋駅前（武雄市朝日町）

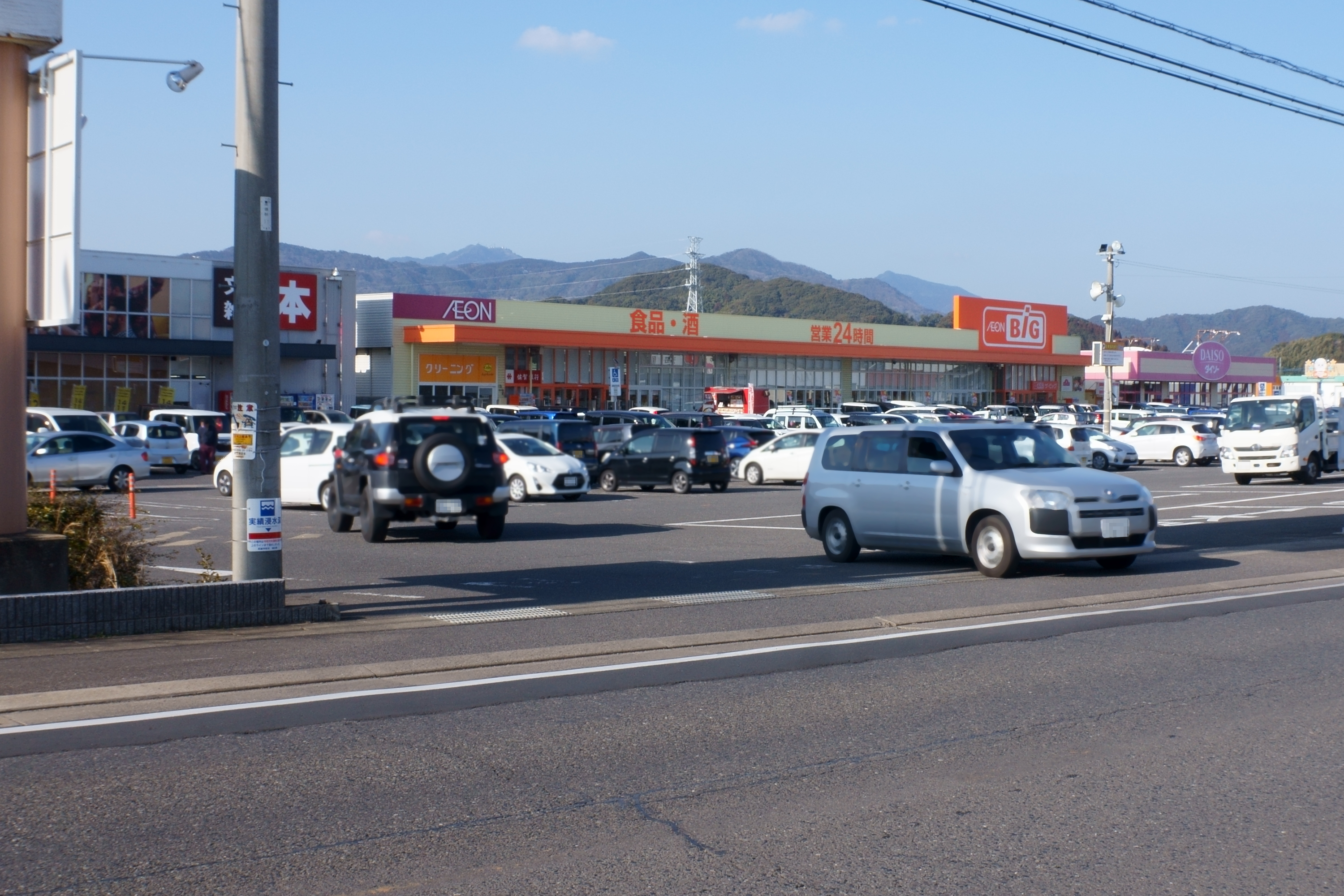
同上、浸水被害で閉店後改装し業態転換して再開したザ・ビッグ武雄店（武雄市朝日町）

2019年10月4日17時現在の消防庁及び国土交通省による被害状況の集計。
- 死者 4人
- 重傷者 1人
- 軽傷者 1人
- 住家被害
  - 全壊 87棟
  - 半壊 110棟
  - 一部損壊 14棟
  - 床上浸水 1,645棟
  - 床下浸水 4,513棟
  - 非住家被害 11棟
- 土砂災害
  - 土石流等 6件
  - 地すべり 6件
  - がけ崩れ 159件

発表および報道によると、福岡県八女市で1名と佐賀県武雄市で3名が死亡となっている。死者のうち武雄市で住宅内の1名のほかは、いずれも車に乗車中だったと見られている。
大雨により福岡県の巨瀬川、佐賀県の牛津川、松浦川、長崎県の江迎川が氾濫、洪水が発生した。
その他、福岡県南部や佐賀市などの市街地でも広範囲に冠水、佐賀駅構内なども浸水した。佐賀県多久市、小城市、杵島郡大町町、武雄市北方町などでも洪水により浸水、住民などが一時孤立した。ほか、福岡県で豪雨により直接、河川の堤防の斜面が一部崩れる被害も出たが、それによる決壊は無かった。
佐賀、長崎、福岡の3県のほか、大分県日田市、中津市などでも一部土砂崩れや浸水による被害があった。
各電話事業者では災害伝言ダイヤル（171）を開設した。

### 産業への被害・影響
佐賀県杵島郡大町町では、大雨による冠水の影響で佐賀鉄工所大町工場から油が流出し、付近一帯に流れ込んだ。油種は、ボルト加工等の冷却材に使用する焼入油で、誤って飲み込むと下痢や嘔吐、蒸気を吸い込むと気分が悪くなるおそれがある。報道によると約5万リットルが流出し（後に工場内に焼入油11万130リットル、金属加工油2980リットルが流出したと判明。但し工場外への流出量は不明）、量としては日本国内最大規模と言う。また、農業被害の甚大さや除去作業は容易ではないと指摘する声もある。油は付近の多くの水田やビニールハウスに流れ込み、収穫前の農産物が油と泥まみれとなり、出荷は絶望的となっている。油の回収は自衛隊や国土交通省、佐賀県などによって行われ、9月10日に終了した。期間中、油吸着マット21万枚が使用された。水田26ヘクタール、大豆15ヘクタール、キュウリ0.2ヘクタールと民家およそ100棟が被害にあった。油の一部は近くの六角川水系から有明海に流出した可能性があり、ノリ養殖ほか漁業への影響も懸念されている。8月29日に六角川河口部で薄い油膜を確認したため、国土交通省は港湾業務艇、海洋環境整備船のほか佐賀県や佐賀県漁連の船舶と共同で油の自然浄化促進のため航走攪拌を31日まで実施した。結果的に影響はなく、佐賀県有明海漁協は佐賀県知事に対応に感謝すると共に県産ノリ3000枚を被災地に贈った。佐賀鉄工所は8月30日付けで杵藤地区広域市町村圏組合から消防法に基づく使用停止命令が出ていたが、熱処理炉の周囲を高さ90センチの鉄の壁で囲んだり、工場敷地の東と南側に約600メートルのオイルフェンスを常備するなどの対策を行ったことで9月6日に使用停止命令は解除され、10日に試運転として操業を再開した。
佐賀県伊万里市では、別の鉄工所から油流出事故が発生した。
28日は市街地でもコンビニエンスストア、スーパーマーケットなど商業施設の臨時休業が相次いだ。大規模小売店舗は複合商業施設「セリオ」に入居する「スーパーモリナガ牛津店」が3週間休業。「マックスバリュ武雄店」は被害が大きくそのまま閉店に追い込まれたがディスカウントストア「ザ・ビッグ武雄店」に業態を転換して11月に再開した。個人営業の店舗では廃業も見られた。運送業者やタクシー業者、郵便局などでも車両が浸水し、輸送にも影響が出た。一部では停電が発生した。
福岡県の一部の工場では28日から29日にかけて操業を停止していたが順次再開した。
農林水産業では10月4日17時現在で被害総額213.5億円となっている。

### 交通への被害・影響

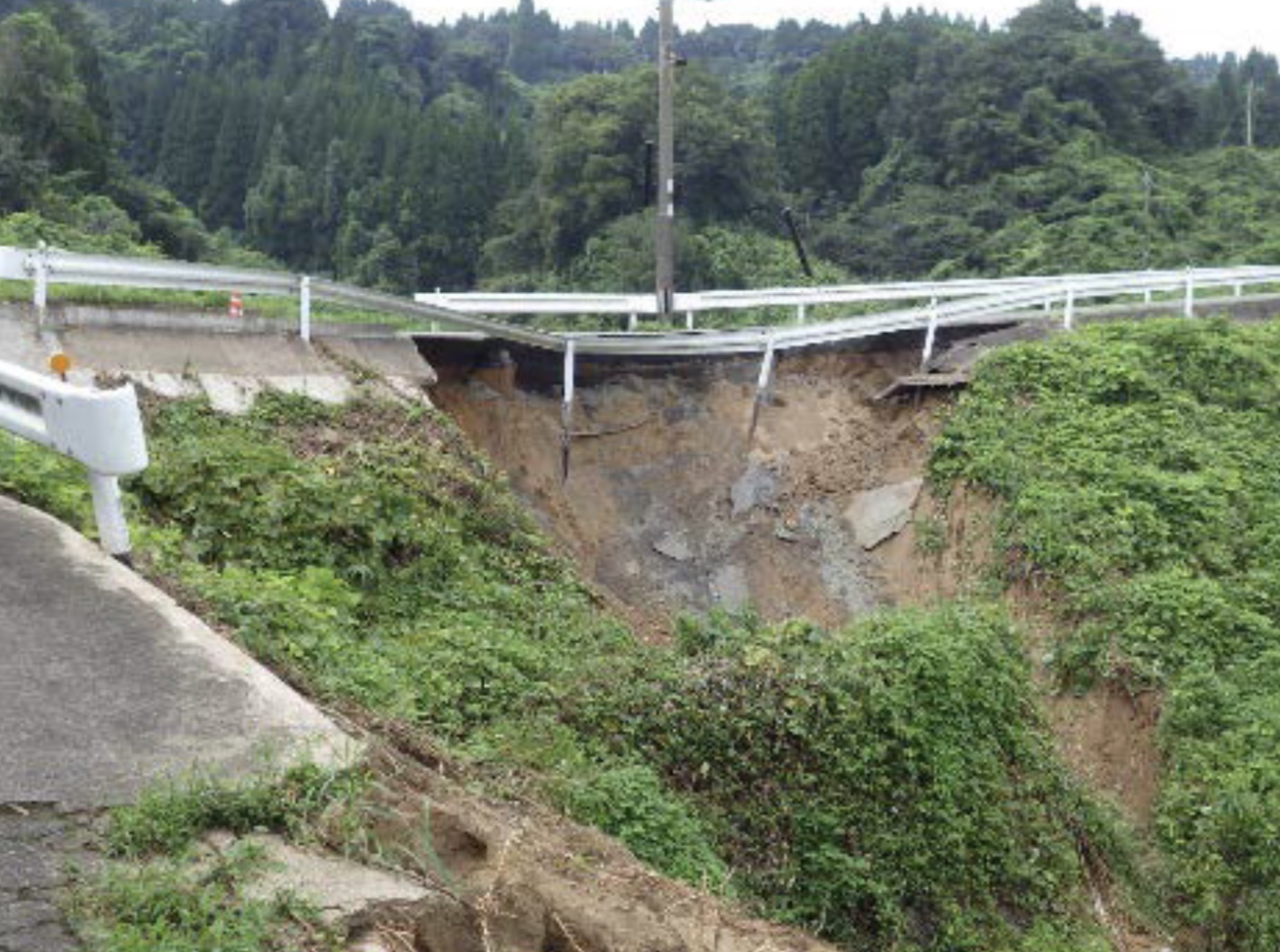
佐賀県多久市内の道路法面崩落状況

27日から28日に掛けて長崎、佐賀、福岡各県の在来線鉄道で運休が相次いだほか、JR佐世保線、筑肥線（西唐津 - 伊万里間）が線路冠水などで30日まで運休。これにより特急「みどり・ハウステンボス」も同日まで運休した。筑肥線不通区間はバス代行を行った。
長崎自動車道下り線武雄北方IC - 武雄JCT - 嬉野ICが土砂崩れにより通行止め。応急修理を行い9月10日から対面通行が実施されたが完全復旧は2020年秋となる見込み。
空路は28日、29日の両日で43便が欠航したが空港施設等に被害はなかった。
国道385号は吉野ヶ里町坂本峠で土砂崩れが発生し8月27日20時より通行止め。
長崎、佐賀、福岡各県内の一般道路では土砂崩れや冠水などによる通行止めが相次いだ。

### ライフラインへの影響
佐賀市で28日時点、750世帯で断水、30日に解除。ほか、27日から30日にかけて福岡県八女市、長崎県佐世保市、壱岐市など合計2,915世帯で浄水場冠水や配水管破損のため断水した。雷や倒木、土砂災害により佐賀市、武雄市、小城市など320戸で27、28の両日に最大15時間停電。福岡県でも約360戸で停電した。
同県大町町では洪水により、工場から流出の油混じりの泥水が1階に流入した「順天堂病院」が一時孤立状態となった。30日までに孤立状態は解消し、2日には入院患者への病院食提供が、9日には外来診療が再開された。この一時孤立状態となりながら医療体制を維持したことは災害につよい病院作りの参考になると評価された。

### 文化財への被害
- 桑原家住宅（国登録有形文化財・武雄市朝日町） - 床上浸水
- 肥前陶器窯跡・錆谷窯跡（国史跡・武雄市武内町） - 側面の表土が縦横約6メートルの範囲で崩落
- 蕨野の棚田（国重要文化的景観・唐津市相知町） - 水路崩壊等により土砂が農地へ流入。

### その他
山口県下関市のボートレース下関で8月29日午後1時ごろに30メートルほどに渡って護岸が崩落した。前日の大雨で海面が上昇したため、海面と護岸内の水面との間の水位差で浸透破壊が発生たものとみられている。ボートレース下関は9月14日にレースを再開した。
NHKでは28日の放送を特番に切り替え、梅沢富美男と東野幸治のまんぷく農家メシ!は休止になった。

## 行政の対応
- 8月28日[54]
  - 5時 官邸対策室設置、安倍晋三総理大臣指示
  - 17時 関係閣僚会議。菅義偉官房長官、「全力で」の対応と「先手先手」の対策を指示[55]。政府より佐賀県庁へ「情報先導チーム」を派遣表明。
- 8月29日 関係閣僚会議。
- 8月30日 関係閣僚会議。安倍総理、物資支援のため内閣予備費活用を言明[48]。
- 8月31日 山本順三防災担当大臣を団長とする政府調査団派遣[48]。
- 9月5日 原田義昭環境大臣が佐賀県を視察[56]。
- 9月17日 赤羽一嘉国土交通大臣が佐賀県を視察[57]。
- 9月24日 武田良太防災担当大臣が佐賀県を視察[58]。
- 10月2日 江藤拓農林水産大臣が佐賀県を視察[59]

### 自衛隊
8月28日、山口祥義佐賀県知事から陸上自衛隊西部方面混成団長への出動要請により災害派遣。陸上自衛隊久留米駐屯地より、災害派遣初動部隊「ファストフォース」が出動。在九州の陸・海・空各自衛隊が順天堂病院など孤立状態となっている地域、拠点の救援、流出油の回収や防疫等の作業に当たった。30日、大町町で仮設の風呂を設置。入浴支援は大町・武雄の4カ所で実施したほか人命救助、給食、給水、防疫、廃棄物集積などの支援活動のほか、9月5日、6日、9日、15日には音楽隊が演奏会を実施した。10月6日に大町町での活動を終了。10月7日午前8時、山口祥義佐賀県知事から陸上自衛隊西部方面混成団長に対して撤収要請が出され、同日武雄市での活動も終了。8月28日からの期間中のべ1万700人の自衛官が復旧活動にあたった。

### 警察庁
8月28日5時、警備局長を長とする災害警備本部を設置。警備体制の確立、警察ヘリを運用しての情報収集（30日まで）などを実施。
8月29日、避難所での被災者支援活動実施のため、佐賀県警察女性特別部隊を編成。

### 消防庁
8月28日5時、国民保護・防災部長を長とする消防庁災害対策本部を設置（7時に消防庁長官と長として改組）。
佐賀県から11時20分に緊急消防援助隊（航空小隊）の応援要請、14時30分に緊急消防援助隊の増援要請があり、共に熊本県知事に出動を求めた。
熊本県から緊急消防援助隊大隊を大町町に派遣。緊急消防援助隊は4日間で延べ陸上168隊548名、航空ヘリ4隊29名が活動。緊急消防援助隊は31日に引揚げ。
佐賀県内の消防機関（消防本部・消防団）の救助活動により450人を救助。
8月31日、消防庁国民保護・防災部防災課国民保護運用室長（自衛官）を調査に派遣。

### 海上保安庁
巡視船延べ119隻、航空機延べ31機を投入し被害状況の調査を実施。ほか機動防除隊を油流出に対応するため大町町に派遣した。

### 総務省
大町町に対し罹災証明書交付に係る体制支援のため大分・熊本両県職員による総括支援チームを派遣。
9月4日に武雄市、24日に大町町に対し、資金繰りを円滑にするため普通交付税の一部を繰り上げ交付。

### 文部科学省
宇宙航空研究開発機構（JAXA）は陸域観測技術衛星「だいち2号」で浸水状況や土砂災害状況の把握のため緊急観測を実施した。

### 厚生労働省
佐賀県からの要請により災害時健康危機管理支援チーム（DHEAT）の派遣調整を実施。

### 気象庁
山口、福岡、佐賀、長崎、大分の5県に気象防災対応支援チーム（JETT）を派遣。ボタ山の斜面監視や住民避難の判断支援として大町町に臨時雨量観測所を設置。

### 国土交通省
8月29日、氾濫浸水被害に対し排水ポンプ車を動員。工場からの油流出につき国交省（海保）、自衛隊、消防と連携してオイルフェンスや吸着マットなどの適用を指示。
28日から9月10日にかけて災害対策用ヘリコプター「はるかぜ」（九州地方整備局）「愛らんど」（中国・四国地方整備局共用機）「きんき」（近畿地方整備局）により上空調査を実施。また国土地理院の測量用航空機「くにかぜ」で撮影を実施。
29日、国交省四国地方整備局が緊急災害対策派遣隊（TEC-FORCE）第2陣を九州地方整備局に派遣。TEC-FORCEは8月26日から9月20日までの期間、延べ1,711人を派遣。
流木などの漂流物に対応するため、筑後川・矢部川河口に海洋環境整備船「海輝」「海煌」及び港湾業務艇「かがしま」を、周防灘に海洋環境整備船「がんりゅう」港湾業務艇「ペガサス」航路調査船「鎮西」を派遣し、漂流物の回収及び状況調査を行った。筑後川・矢部川河口での回収作業には福岡・佐賀両県の漁協や災害協定団体のクレーン付台船も参加した。

### 環境省
30日、環境省から民間に依頼しバキュームカー22台を大町町の油回収などに派遣。

### 地方公共団体
- 8月28日
  - 6時 福岡県災害対策本部設置（30日に廃止）。
  - 8時 佐賀県災害対策本部設置（9月11日に復旧・復興推進本部へ移行）。
  - 11時 広島県災害対策本部設置（同日、廃止）。

8月28日、佐賀県全市町村に災害救助法適用。9月6日には武雄市、杵島郡大町町に被災者生活再建支援法の適用を決定した。
佐賀・長崎・福岡の3県で約37万世帯、約88万人に避難指示（緊急）が発令された（29日6時時点）。
順天堂病院に佐賀県DMAT派遣。
武雄市、大町町は8月から3か月間、上下水道料金と被災世帯のし尿くみ取り料を全額免除した。
災害ゴミは武雄市が9月13日現在で1万8千トンとなり、市の一年間のごみ排出量1万3千トンを超えた。大町町でも9月12日現在で2500トンのゴミが発生し通常の対応では追い付かないため県内外の施設と連携した広域処理を国や県に要請。9月9日に県外自治体で初めて久留米市が災害ゴミの処理受け入れ表明するなど福岡、長崎県内の自治体が受け入れを実施した。

## 行政以外の対応
イオン九州から災害時協定に基づき支援物資が大町町に供給、配送。東日本大震災を機に発足した日本カーシェアリング協会と佐賀県内でレンタカー事業を行う木寺石油が車両の無料貸し出しを実施。武雄市商工会の窯業部会が被災した飲食店に食器を無償提供。西九州大学及び西九州大学短期大学部、九州龍谷短期大学、佐賀女子短期大学、佐賀大学が被災受験生の検定料や授業料の免除・減免などを表明。子供専門写真スタジオスタジオアリスが2007年（一部については2005年）以降にスタジオアリスで撮影した写真について被災により消失、損傷した場合に無料で復元するサービスを実施。佐賀トヨペットがトヨタ自動車の支援の下、ボランティアの移動用にハイエース10台を提供。
杵藤地区の6ライオンズクラブでは全国のライオンズクラブから集めた資金を元に避難者向けに食事を無償提供する「ライオンズ厨房」を8月31日から44日間に渡り運営。調理には地元婦人会、食生活改善協議会、栄養士会などが協力。さらに地元ボランティア団体が施設まで来れない人向けに配達するサービスを整えた。
29日朝、ボランティア活動家の尾畠春夫も大分県の自宅から車で佐賀県武雄市に駆け付けた。佐賀県、福岡県の6市町の社会福祉協議会が災害ボランティアセンターを開設。災害ボランティアは9月22日までに延べ約10,000人が活動。しかし佐賀県内では全国から多くのボランティアが駆け付けたのは今回が初のケースで、初期対応ではボランティアの派遣先が被る、間違った住所を伝え被災者宅に到着しない、送迎車や必要な道具が足りないなど不手際が目立ち、ボランティアから「センターがうまく機能していない」と批判の声が出た。また、社協の定員から溢れたボランティアの受け皿として地元有志によるセンターの立ち上げも行われている。

### 義援金
国際ロータリー第2740地区が3000万円、モリナガ商事と経営者及び親族が1000万円、MS&ADインシュアランスグループホールディングスが850万円、久光製薬、酉島製作所が500万円、佐賀県競馬組合など4団体が302万2834円、真如苑が300万円、コープさが生協が220万円、佐賀銀行、学英システム、協和製作所、松尾建設、豊田合成と豊田合成九州、オンワードホールディングス、九州電力、中山身語正宗、沖縄タイムスが200万円、琉球銀行とグループ各社が150万円、佐賀電算センターと役員・従業員一同が140万6千円、中野建設、山代ガス、ヤマト・ゴールデンラッキーグループ、佐賀共栄銀行、INFLUX、ホーリック、パイオラックス、佐賀県県土づくりコンサルタンツ協会、日東工業、Faber Company、みずほフィナンシャルグループ、佐賀新聞社、佐賀県信用金庫協会、福神トータルアミューズメントが100万円を義援金として被災地自治体や日赤佐賀支部、佐賀新聞社が運営する佐賀善意銀行などに寄付した。佐賀県は11月27日までに県、日本赤十字社県支部、県共同募金会に3億8455万3352円の義援金が寄せられたと発表した。
サッカーサガン鳥栖は被災地で炊き出しを行ったほか試合会場で募金活動を実施した。6月に多久市で大会を開いていたプロレス団体「ZERO1」や神埼市に本拠を置くハンドボールのトヨタ紡織九州も試合会場での募金活動を行った。佐賀競馬は売り上げの一部を被災地への寄付に充てる被災者支援レースを開催した。
佐賀市で開催されているワイン・日本酒の試飲販売会「SagaのがばいVinちゃん」はこの年初めてチャリティーイベントとして開催。収益200万828円を佐賀善意銀行に預託した。